# Dick Giordano

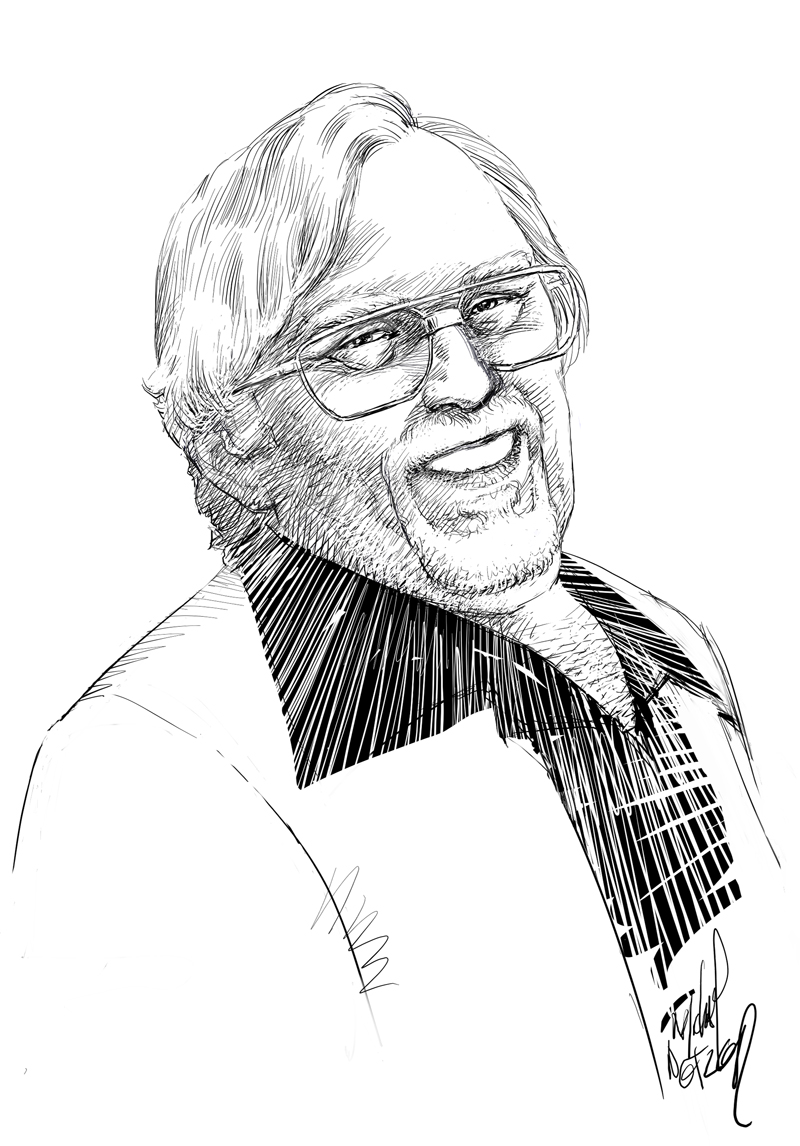
Dick Giordano

Richard Joseph "Dick" Giordano (New York, 20 juli 1932 - Ormond Beach, 27 maart 2010) was een Amerikaans striptekenaar en -redacteur.
Giordano begon zijn carrière in de jaren 1960 bij de kleine uitgeverij "Charlton Comics". Hij coördineerde er als redacteur het zg. "Action Hero"-segment van de uitgeverij, dat gespecialiseerd was in sciencefiction- en superheldverhalen.
Op verzoek van Carmine Infantino werd Giordano in 1968 hoofdredacteur bij DC Comics, de belangrijkste uitgeverij op de Amerikaanse stripmarkt. Zijn eerste projecten - de nonchalante westernreeks Bat Lash en de bijzondere reeks Deadman - werden door de kritiek geprezen, maar waren commercieel geen succes. Samen met Neal Adams, een toptekenaar uit die periode, richtte Giordano in het begin van de jaren 1970 Continuity Studios op, een atelier dat zich later vooral toelegde op reclame-ontwerpen.
Giordano keerde op aandrang van Jenette Kahn op het einde van de jaren 1970 terug naar DC. Hij werd er onder meer redactioneel verantwoordelijk voor de strips rond de figuur van superheld Batman en werd in 1981 "managing editor" van de uitgeverij. Samen met Kahn en Paul Levitz reviseerde Giordano in het midden van de jaren 1980 de scenario's van de belangrijkste reeksen van de uitgeverij DC, zoals Superman, Wonder Woman, Green Lantern en Flash. Samen met David Michelinie en Bob Layton richtte Giordano in 2002 "Future Comics" op, dat echter al in 2004 ontbonden werd.
Als kunstenaar had Giordano zich vooral laten opmerken als inkter, die de potloodtekeningen van anderen afwerkte en met inkt intekende. Onder de belangrijkste werken uit de stripgeschiedenis, die Giordano inktte, zijn de tekeningen te noemen van Neal Adams uit het door Dennis O'Neil geschreven 12-delige verhaal Hard Travelling Heroes, dat in het begin van de jaren 1970 verscheen in de reeks Green Lantern/Green Arrow, tekeningen van George Perez voor de reeks Crisis on infinite Earths en tekeningen van John Byrne voor de reeks The Man of Steel en de reeks Action Comics uit het midden van de jaren 1980. Verder was er nog het inkten van een aantal Batmanverhalen van Adams en van Superman vs. The Amazing Spider-Man (1976) en Superman vs. Muhammad Ali (1978) van Ross Andru.
Vanaf 2002 tekende Giordano strips voor de reeks The Phantom van de Zweedse uitgeverij Egmont, die uitkwamen in Europa en Australië. Een aantal artiesten, zoals Terry Austin, Klaus Janson, Steve Mitchell, Bob Layton en Mike DeCarlo lieten zich in hun werk door Giordano inspireren.
- Biblioteca Nacional de España: XX948807
- Bibliothèque nationale de France: cb126090746 (data)
- Gemeinsame Normdatei: 1079799265
- International Standard Name Identifier: 0000 0000 8146 2223
- Library of Congress Control Number: n80161121
- Nationale Bibliotheek van Tsjechië: xx0095046
- Nationale Bibliotheek van Israël: 987007303644205171
- Nederlandse Thesaurus van Auteursnamen: 075008300
- SNAC: w6zc8hdx
- Système universitaire de documentation: 154202290
- Union List of Artist Names: 500128946
- Virtual International Authority File: 66585709
- WorldCat: E39PBJtRQGd7RcVVkjrJrFJhpP